# 館鼻公園
館鼻公園（たてはなこうえん）は、青森県八戸市湊町にある都市公園（近隣公園）である。

## 概要
八戸市が管理する都市公園である。公園の面積は1.3 haで、新井田川河口の右岸の高台に位置する。園内には、高さ24.2mの展望台、グレットタワーみなとが2008年4月25日に開設されたほか、遊具のアスレチック化・コミュニティ化が進められている。春季には桜の名所としても有名であり、隣接して気象庁の八戸測候所があったが現在では無人化として観測。(八戸市みなと体験学習館)が設置されている。

## アクセス
交通
- JR八戸線陸奥湊駅から徒歩10分
- 八戸自動車道 八戸ICから車で30分